# درویش‌رضا منظمی
درویش‌رضا منظمی (زادهٔ ۱۶ فروردین ۱۳۱۸) موسیقی‌دان، آهنگ‌ساز و نوازنده کمانچه و ویلن اهل ایران است.

## زندگی و تحصیلات
درویش‌رضا منظمی در ۱۶ فروردین سال ۱۳۱۸ در الشتر متولد شد. او از سال اول دبیرستان، به صورت خودآموز یادگیری کمانچه را آغاز کرد. وی با آموختن کمانچه در الشتر و ویلن در خرم‌آباد، توانست در رادیوی محلی لرستان به اجرای برنامه بپردازد.
وی از سال ۱۳۴۰ به مدت پنج سال نزد حسین یاحقی و مدتی نیز در هنرستان موسیقی ملی به آموزش علمی این ساز و ویولن پرداخت. منظمی بعد از این دوره، در دانشکدهٔ هنرهای زیبای دانشگاه تهران نزد نورعلی برومند و داریوش صفوت، ردیف‌های میرزا عبداللَّه را نیز فراگرفته و از این دانشکده با مدرک لیسانس موسیقی در رشتهٔ نوازندگی کمانچه فارغ‌التحصیل شد. او در زمینه یادگیری کمانچه از محضر علی اصغر بهاری و در زمینه تئوری موسیقی، از جواد معروفی نیز استفاده کرد.

## فعالیت
از فعالیت‌های مهم منظمی به همکاری با محمدرضا لطفی، محمد رضا شجریان و ناصر فرهنگ‌فر در تأسیس و تشکیل گروه شیدا و اجرای برنامه‌های متعددی با این گروه در رادیو تلویزیون ملی، جشن هنر شیراز و جشن طوس می‌توان اشاره کرد. او از اوائل انقلاب اسلامی، با ترک گروه شیدا به خرم‌آباد برگشت و در آنجا ضمن تدریس موسیقی و معلمی در دبیرستان‌ها کنسرت‌هایی نیز برگزار کرد.
منظمی در سال ۱۳۶۹، به دعوت دانشکدهٔ هنرهای زیبای تهران برای تدریس به تهران آمده و از آن زمان به تدریس ردیف‌های میرزا عبداللَّه مشغول است. او ضمن تدریس در دانشگاه، در بخش معاونت آموزش حوزهٔ هنری نیز کمانچه و ردیف تدریس کرده و همزمان نیز مدرک کارشناسی ارشد خود را گرفته است.
از فعالیت‌های دیگر منظمی به عضویت در شورای عالی شعر و موسیقی صدا و سیما، عضویت در شورای قیمت‌گذاری مرکز موسیقی و سرود صدا و سیما و ریاست دانشکدهٔ هنرهای زیبا (برای مدتی کوتاه) می‌توان اشاره کرد. او همچنین به همراه گروه عارف (با سرپرستی پرویز مشکاتیان و خوانندگی علیرضا افتخاری) کنسرت‌های متعددی در شهرهای مختلف ایران و کشورهای متعدد اروپایی و آسیایی برگزار کرده است.

## بزرگداشت
در سال ۱۴۰۲ از درویش‌رضا منظمی در جشنواره موسیقی اقوام ایرانی به پاس نیم قرن تلاش و کوشش برای اعتلای موسیقی تجلیل شد. همچنین در بهمن سال ۱۴۰۲، در مراسم اختتامیه سی و نهمین جشنواره موسیقی فجر از درویش‌رضا منظمی تقدیر شد.
در سال ۱۴۰۳ از طرف انجمن موسیقی ایران آئین تجلیل از هنرمند ملی عرصه موسیقی درویش‌رضا منظمی در خرم‌آباد با اهدای لوح سپاس از وی تجلیل شد و فیلم مستندی هم از او ساخته شد.